# NGC 6166
NGC 6166 är en elliptisk galax i stjärnbilden Herkules. Den är den dominerande galaxen i galaxhopen Abell 2199. Den ligger 490 miljoner ljusår från solsystemet och upptäcktes den 30 maj 1791 av William Herschel. Som den primära galaxen i galaxhopen är den en av de mest ljusstarka galaxerna som är kända vad gäller röntgenstrålning.

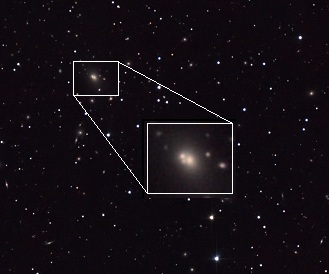
NGC 6166

## Egenskaper
NGC 6166 är en supermassiv galax av typ cD, med flera mindre galaxer inom sin utbredning
NGC 6166, som misstänks ha bildats genom ett antal galaxkollisioner, har ett stort antal klotformiga stjärnhopar (år 1996 uppskattade till mellan 6 200 och 22 000) som kretsar kring galaxen. En studie från 2016 gav dock ett ännu högre antal (cirka 39 000), vilket också tyder på att halonen i galaxen smälter smidigt samman med mediet inom galaxhopen. På grund av detta har galaxen det rikaste systemet av klotformiga stjärnhopar som är känt. Galaxen hyser ett supermassivt svart hål i dess centrum med en massa på nästan 30 miljarder solmassor baserat på dynamisk modellering.
NGC 6166 är känd för att ha en aktiv galaxkärna, klassificerad som en FR I-källa, som driver två symmetriska parsecskaliga radiostrålar och radiolober. Dessa orsakas av att gas tränger in i dess centrum på grund av ett kylflöde som avsätter 200 solmassor gas där per år.
Det har föreslagits att ett antal stjärnor av spektraltyp O kan finnas i centrum av NGC 6166.

## Galleri

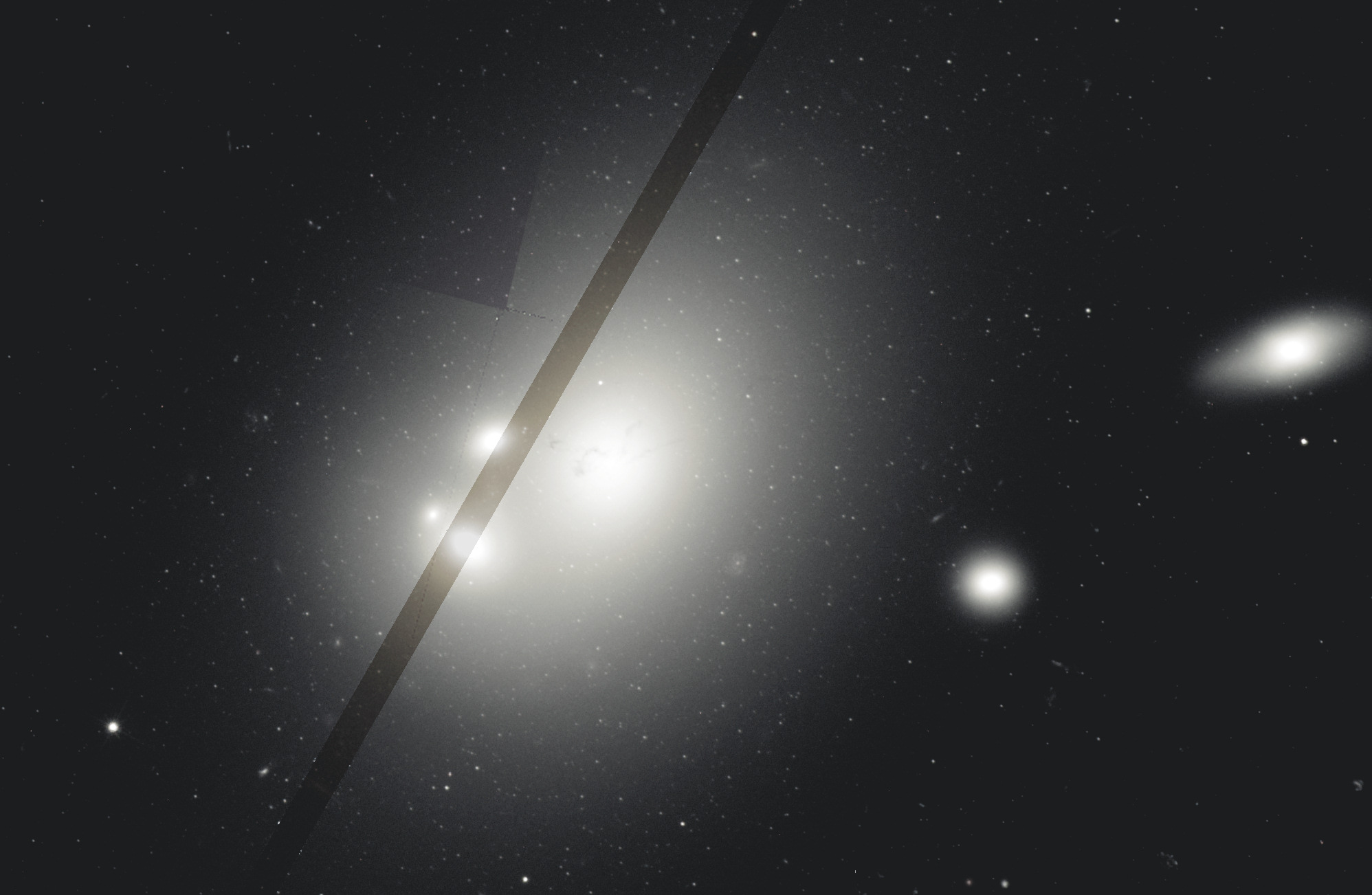
Närbild av NGC 6166, tagen av Hubbleteleskopet (ACS, WFPC2).
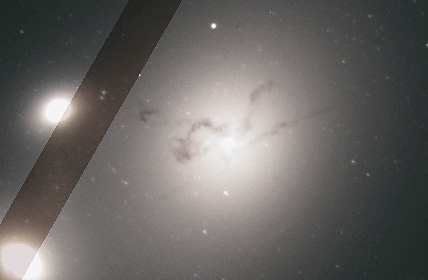
Stoftsträngar vid galaxens NGC 6166 kärna, bild av Hubbleteleskopet (ACS, WFPC2).